# Gustav Matthis

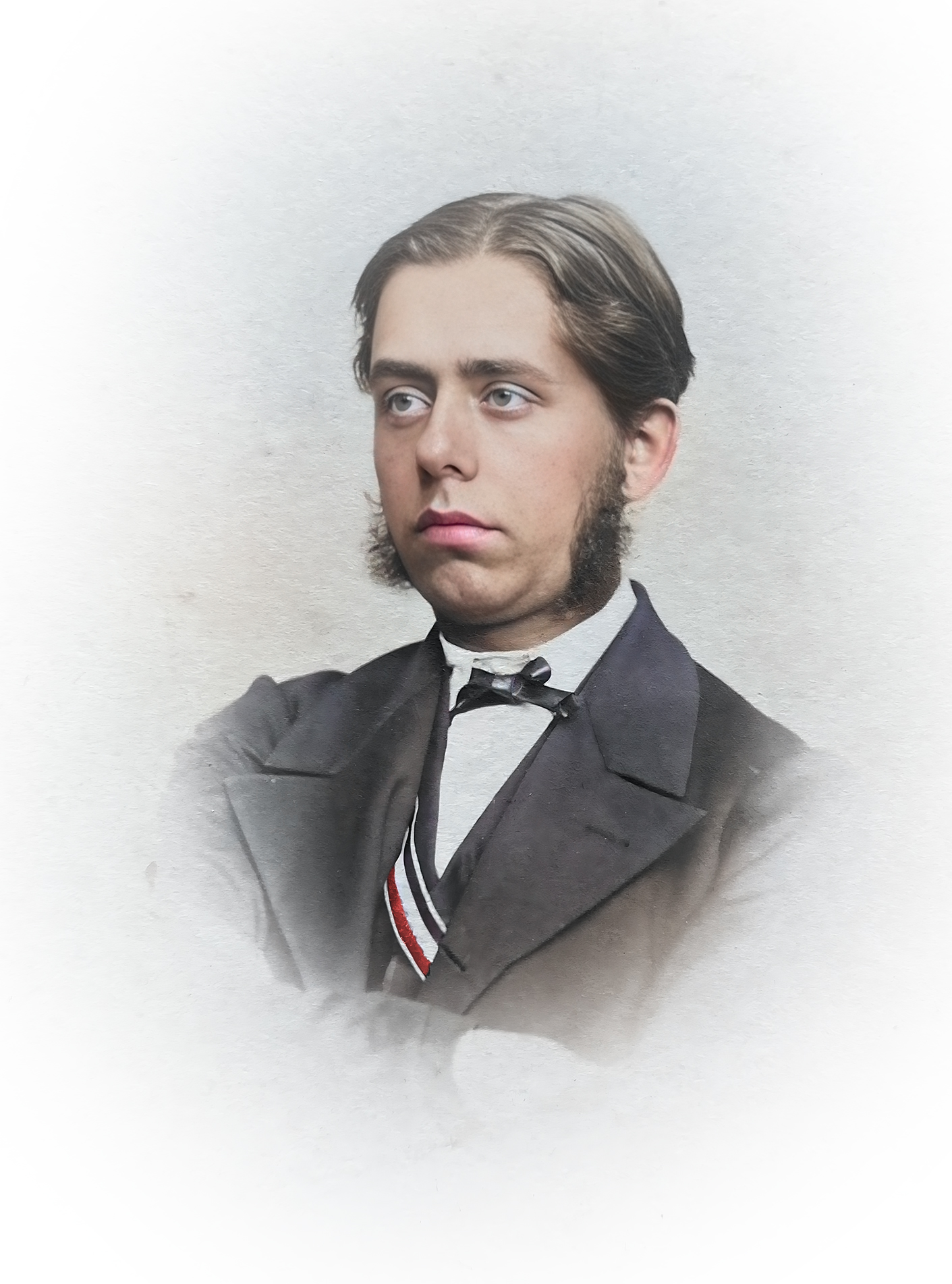
Mathis als Mitglied der Argentina

Gustav Matthis (* 28. September 1844 in Straßburg; † 23. Juni 1902 in Gungwiller) war ein elsässischer lutherischer Pfarrer und Schriftsteller.

## Leben
Gustav Matthis wurde als Sohn des Buchbinders Johannes Jakob Matthis und seiner Frau Sophie, Emilie geb. Friese geboren. Im Jahre 1850 starb seine Mutter. Angeregt durch seinen Lehrer und Seelsorger Franz Härter beschloss er, Pfarrer zu werden, und studierte Evangelische Theologie in Straßburg. Dort wurde er 1862/1863 Mitglied der Studentenverbindung Argentina im Wingolfsbund, deren Historiograph er später wurde. Er beendete seine Studien mit einer Arbeit Essai d’une Christologie d’après les paroles de Jésus contenues dans les Evangiles synoptiques, mit der er den Grad des Baccalaureus erlangte. Es folgte eine Reise- und Studienzeit durch Deutschland bis nach Dänemark und Schweden, in deren Verlauf er 1867 auch Mitglied des Leipziger Wingolf wurde.
1869 wurde Matthis Pfarrverweser in Erstein. 1874 übernahm er eine Pfarrstelle in Eyweiler. Im Jahre 1876 heiratete er Wilhelmine Schaffner aus Plobsheim. 1896 legte er aus gesundheitlichen Gründen sein Pfarramt nieder und zog in sein Haus, das er sich unweit seiner Gemeinde auf der Gungweiler Höhe errichtet hatte.
Während seiner Tätigkeit als Pfarrer war er als Historiograph und Schriftsteller tätig.

## Publikationen
- Essai d’une Christologie d’après les paroles de Jésus contenues dans les Evangiles synoptiques. 1868.
- Die Geschichte der Argentina Straßburg, 1853 bis 1872. Straßburg 1872.
- Die evangelische Gemeinde zu Erstein. Schultz, Straßburg 1880.
- Die Leiden der Evangelischen in der Grafschaft Saarwerden. 1: Reformation und Gegenreformation 1557–1700 : mit einer Karte der Grafschaft Saarwerden. Heitz, Straßburg 1888.
- Bockenheim und Neu-Saarwerden. Ein Blick in die Vergangenheit der Stadt Saar-Union. Festschrift zu ihrem hundertjährigen Jubiläum, den 16. und 17. Juni 1894. Saar-Union 1894.
- Bilder aus der Kirchen- und Dörfergeschichte der Grafschaft Saarwerden. Heitz, Straßburg 1894.
- Die geschlechtlich-sittlichen Verhältnisse der evangelischen Landbewohner in Elsass-Lothringen. Werther, Leipzig 1896.